# Liste des gares de la wilaya de Mostaganem
La liste des gares de la wilaya de Mostaganem, est une liste des gares ferroviaires situées dans la wilaya de Mostaganem, en Algérie.

## Gares ferroviaires dans la wilaya
La wilaya de Mostaganem compte six gares. Elles sont exploitées par la Société nationale des transports ferroviaires (SNTF).
| Gare                  | Commune          | Lignes                  |
| --------------------- | ---------------- | ----------------------- |
| Gare de Aïn Nouïssy   | Aïn Nouïssy      | Mohammadia à Mostaganem |
| Gare de Fornaka       | Fornaka          | Mohammadia à Mostaganem |
| Gare de Hassi Mameche | Hassi Mameche    | Mohammadia à Mostaganem |
| Gare de Mazagran      | Mazagran         | Mohammadia à Mostaganem |
| Gare de Mostaganem    | Mostaganem       | Mohammadia à Mostaganem |
| Gare de Oued Tinn     | Sidi Abdelmoumen | Mohammadia à Mostaganem |

| \| Mostaganem Aïn Nouïssy Fornaka Hassi Mameche Mazagran Oued Tinn \| Localisation des gares de la wilaya de Mostaganem |
| Mostaganem Aïn Nouïssy Fornaka Hassi Mameche Mazagran Oued Tinn                                                         |

## Lignes ferroviaires dans la wilaya
La wilaya est traversée par une ligne : la ligne de Mohammadia à Mostaganem.